# Championnats d'Europe d'athlétisme en salle 2021
Navigation
La 36e édition des Championnats d'Europe d'athlétisme en salle se déroule du 4 mars au 7 mars 2021 à Toruń, en Pologne.
Le choix se porte sur Toruń qui bat Apeldoorn, 11 voix à 4, en avril 2018.

## Faits marquants

### 5 mars
Lors de la finale du 1 500 m, le Norvégien Jakob Ingebrigtsen — qui a remporté la course — est d'abord disqualifié pour avoir marché à l'intérieur de la piste avant d'être finalement reclassé à la 1re place.

### 6 mars
Lors de la finale du 1 500 m féminin, la Britannique Holly Archer, arrivée deuxième de la course, est finalement déclassée pour avoir gêné une autre coureuse (TR17.2.2). Après avoir fait appel, elle récupère sa médaille d'argent.

### 7 mars
Lors de la deuxième série du 60 m féminin, deux faux départs ont lieu et trois athlètes — la Danoise Mathilde Kramer, l'Allemande Yasmin Kwadwo et la Biélorusse Krystsina Tsimanouskaya — sont disqualifiées.

## Résultats

### Hommes
| Épreuves | Or                                                                                             | Argent                                                                    | Bronze                                                                    |
| --- | ---------------------------------------------------------------------------------------------- | ------------------------------------------------------------------------- | ------------------------------------------------------------------------- |
| 60 m | Marcell Jacobs 6 s 47 (WL)                                                                     | Kevin Kranz 6 s 60                                                        | Ján Volko 6 s 61                                                          |
| 400 m | Óscar Husillos 46 s 22 (SB)                                                                    | Tony van Diepen 46 s 25                                                   | Liemarvin Bonevacia 46 s 30                                               |
| 800 m | Patryk Dobek 1 min 46 s 81 (PB)                                                                | Mateusz Borkowski 1 min 46 s 90                                           | Jamie Webb 1 min 46 s 95                                                  |
| 1 500 m | Jakob Ingebrigtsen 3 min 37 s 56                                                               | Marcin Lewandowski 3 min 38 s 06                                          | Jesús Gómez 3 min 38 s 47                                                 |
| 3 000 m | Jakob Ingebrigtsen 7 min 48 s 20 (PB)                                                          | Isaac Kimeli 7 min 49 s 41                                                | Adel Mechaal 7 min 49 s 47                                                |
| 60 m haies | Wilhem Belocian 7 s 42 (EL)                                                                    | Andrew Pozzi 7 s 43 (PB)                                                  | Paolo Dal Molin 7 s 56                                                    |
| Relais 4 × 400 m | Pays-Bas Jochem Dobber Liemarvin Bonevacia Ramsey Angela Tony van Diepen 3 min 6 s 06 (EL, NR) | Tchéquie Vít Müller Pavel Maslák Michal Desenský Patrik Šorm 3 min 6 s 54 | Royaume-Uni Joe Brier Owen Smith James Williams Lee Thompson 3 min 6 s 70 |
| Saut en hauteur | Maksim Nedasekau 2,37 m (WL,PB)                                                                | Gianmarco Tamberi 2,35 m (SB)                                             | Thomas Carmoy 2,26 m                                                      |
| Saut à la perche | Armand Duplantis 6,05 m (CR)                                                                   | Valentin Lavillenie 5,80 m (PB)                                           | Piotr Lisek 5,80 m (SB)                                                   |
| Saut en longueur | Miltiádis Tedóglou 8,35 m (WL)                                                                 | Thobias Nilsson Montler 8,31 m (PB, NR)                                   | Kristian Pulli 8,24 m (PB, NR)                                            |
| Triple saut | Pedro Pablo Pichardo 17,30 m                                                                   | Alexis Copello 17,04 m (SB)                                               | Max Heß 17,01 m (SB)                                                      |
| Lancer du poids | Tomáš Staněk 21,62 m (SB)                                                                      | Michał Haratyk 21,47 m                                                    | Filip Mihaljević 21,31 m                                                  |
| Heptathlon | Kevin Mayer 6392 points                                                                        | Jorge Ureña 6158 points                                                   | Paweł Wiesiołek 6133 points                                               |
| Records et Performances - AR : Record continental (area record) - CR : Record des championnats (championship record) - MR : Record du meeting (meet record) - NR : Record national (national record) - OR : Record olympique (olympic record) - PR : Record paralympique (paralympic record) - PB : Record personnel (personal best) - SB : Meilleure performance personnelle de la saison (season's best) - WL : Meilleure performance mondiale de l'année (world leader) - WJR : Record du monde junior (world junior record) - WR : Record du monde (world record) Circonstances et Conditions - DNF : N'a pas terminé (did not finish) - DNS : N'a pas pris le départ (did not start) - DQ : Disqualification (disqualification) - NM : Aucun essai valable enregistré (No Mark) - Q : Qualifié « directement » au prochain tour (ou à la prochaine compétition), lors d'une compétition majeure, grâce au classement ou à la réalisation des minima (automatic qualifier) - q : Qualifié au prochain tour (ou à la prochaine compétition), lors d'une compétition majeure, grâce au repêchage ou à la réalisation de l'une des meilleures performances parmi celles des « non qualifiés directement » (grâce au meilleur temps ou à la meilleure distance par exemple) (secondary qualifier) |                                                                                                |                                                                           |                                                                           |

### Femmes
| Épreuves | Or                                                                                     | Argent                                                                          | Bronze                                                                                                  |
| --- | -------------------------------------------------------------------------------------- | ------------------------------------------------------------------------------- | --- |
| 60 m | Ajla Del Ponte 7 s 03 (WL)                                                             | Lotta Kemppinen 7 s 22 (.212)                                                   | Jamile Samuel 7 s 22 (.216) (SB)                                                                        |
| 400 m | Femke Bol 50 s 63 (EL)                                                                 | Justyna Święty-Ersetic 51 s 41                                                  | Jodie Williams 51 s 73 (PB)                                                                             |
| 800 m | Keely Hodgkinson 2 min 3 s 88                                                          | Joanna Jóźwik 2 min 4 s 00                                                      | Angelika Cichocka 2 min 4 s 15                                                                          |
| 1 500 m | Élise Vanderelst 4 min 18 s 44                                                         | Holly Archer 4 min 19 s 91                                                      | Hanna Klein 4 min 20 s 07                                                                               |
| 3 000 m | Amy-Eloise Markovc 8 min 46 s 43 (PB)                                                  | Alice Finot 8 min 46 s 54 (PB)                                                  | Verity Ockenden 8 min 46 s 60 (PB)                                                                      |
| 60 m haies | Nadine Visser 7 s 77 (WL)                                                              | Cindy Sember 7 s 89                                                             | Tiffany Porter 7 s 92                                                                                   |
| Relais 4 × 400 m | Pays-Bas Lieke Klaver Marit Dopheide Lisanne de Witte Femke Bol 3 min 27 s 15 (CR, NR) | Royaume-Uni Zoey Clark Jodie Williams Amarachi Pipi Jessie Knight 3 min 28 s 20 | Pologne Natalia Kaczmarek Małgorzata Hołub-Kowalik Kornelia Lesiewicz Aleksandra Gaworska 3 min 29 s 94 |
| Saut en hauteur | Yaroslava Mahuchikh 2,00 m                                                             | Iryna Gerashchenko 1,98 m (PB)                                                  | Ella Junnila 1,96 m (NR)                                                                                |
| Saut à la perche | Angelica Moser 4,75 m (PB)                                                             | Tina Šutej 4,70 m (=SB)                                                         | Holly Bradshaw Iryna Zhuk 4,65 m                                                                        |
| Saut en longueur | Maryna Bekh-Romanchuk 6,92 m (WL)                                                      | Malaika Mihambo 6,88 m (SB)                                                     | Khaddi Sagnia 6,75 m                                                                                    |
| Triple saut | Patrícia Mamona 14,53 m (NR)                                                           | Ana Peleteiro 14,52 m (SB)                                                      | Neele Eckhardt 14,52 m (PB)                                                                             |
| Lancer du poids | Auriol Dongmo 19,34 m                                                                  | Fanny Roos 19,29 m (NR)                                                         | Christina Schwanitz 19,04 m                                                                             |
| Pentathlon | Nafissatou Thiam 4 904 points                                                          | Noor Vidts 4 791 points                                                         | Xénia Krizsán 4 644 points                                                                              |
| Records et Performances - AR : Record continental (area record) - CR : Record des championnats (championship record) - MR : Record du meeting (meet record) - NR : Record national (national record) - OR : Record olympique (olympic record) - PR : Record paralympique (paralympic record) - PB : Record personnel (personal best) - SB : Meilleure performance personnelle de la saison (season's best) - WL : Meilleure performance mondiale de l'année (world leader) - WJR : Record du monde junior (world junior record) - WR : Record du monde (world record) Circonstances et Conditions - DNF : N'a pas terminé (did not finish) - DNS : N'a pas pris le départ (did not start) - DQ : Disqualification (disqualification) - NM : Aucun essai valable enregistré (No Mark) - Q : Qualifié « directement » au prochain tour (ou à la prochaine compétition), lors d'une compétition majeure, grâce au classement ou à la réalisation des minima (automatic qualifier) - q : Qualifié au prochain tour (ou à la prochaine compétition), lors d'une compétition majeure, grâce au repêchage ou à la réalisation de l'une des meilleures performances parmi celles des « non qualifiés directement » (grâce au meilleur temps ou à la meilleure distance par exemple) (secondary qualifier) |                                                                                        |                                                                                 | |

### Tableau des médailles
- Pays organisateur ( Pologne)

| Rang  | Nation          | Or | Argent | Bronze | Total |
| ----- | --------------- | -- | ------ | ------ | ----- |
| 1     | Pays-Bas        | 4  | 1      | 2      | 7     |
| 2     | Portugal        | 3  | 0      | 0      | 3     |
| 3     | Grande-Bretagne | 2  | 4      | 6      | 12    |
| 4     | Belgique        | 2  | 2      | 1      | 5     |
| 5     | France          | 2  | 2      | 0      | 4     |
| 6     | Ukraine         | 2  | 1      | 0      | 3     |
| 7     | Norvège         | 2  | 0      | 0      | 2     |
| 7     | Suisse          | 2  | 0      | 0      | 2     |
| 9     | Pologne         | 1  | 5      | 4      | 10    |
| 10    | Espagne         | 1  | 2      | 2      | 5     |
| 11    | Suède           | 1  | 2      | 1      | 4     |
| 12    | Italie          | 1  | 1      | 1      | 3     |
| 13    | Tchéquie        | 1  | 1      | 0      | 2     |
| 14    | Biélorussie     | 1  | 0      | 1      | 2     |
| 15    | Grèce           | 1  | 0      | 0      | 1     |
| 16    | Allemagne       | 0  | 2      | 4      | 6     |
| 17    | Finlande        | 0  | 1      | 2      | 3     |
| 18    | Azerbaïdjan     | 0  | 1      | 0      | 1     |
| 18    | Slovénie        | 0  | 1      | 0      | 1     |
| 20    | Croatie         | 0  | 0      | 1      | 1     |
| 20    | Hongrie         | 0  | 0      | 1      | 1     |
| 20    | Slovaquie       | 0  | 0      | 1      | 1     |
| Total | Total           | 26 | 26     | 27     | 79    |